# Método de Ostwald

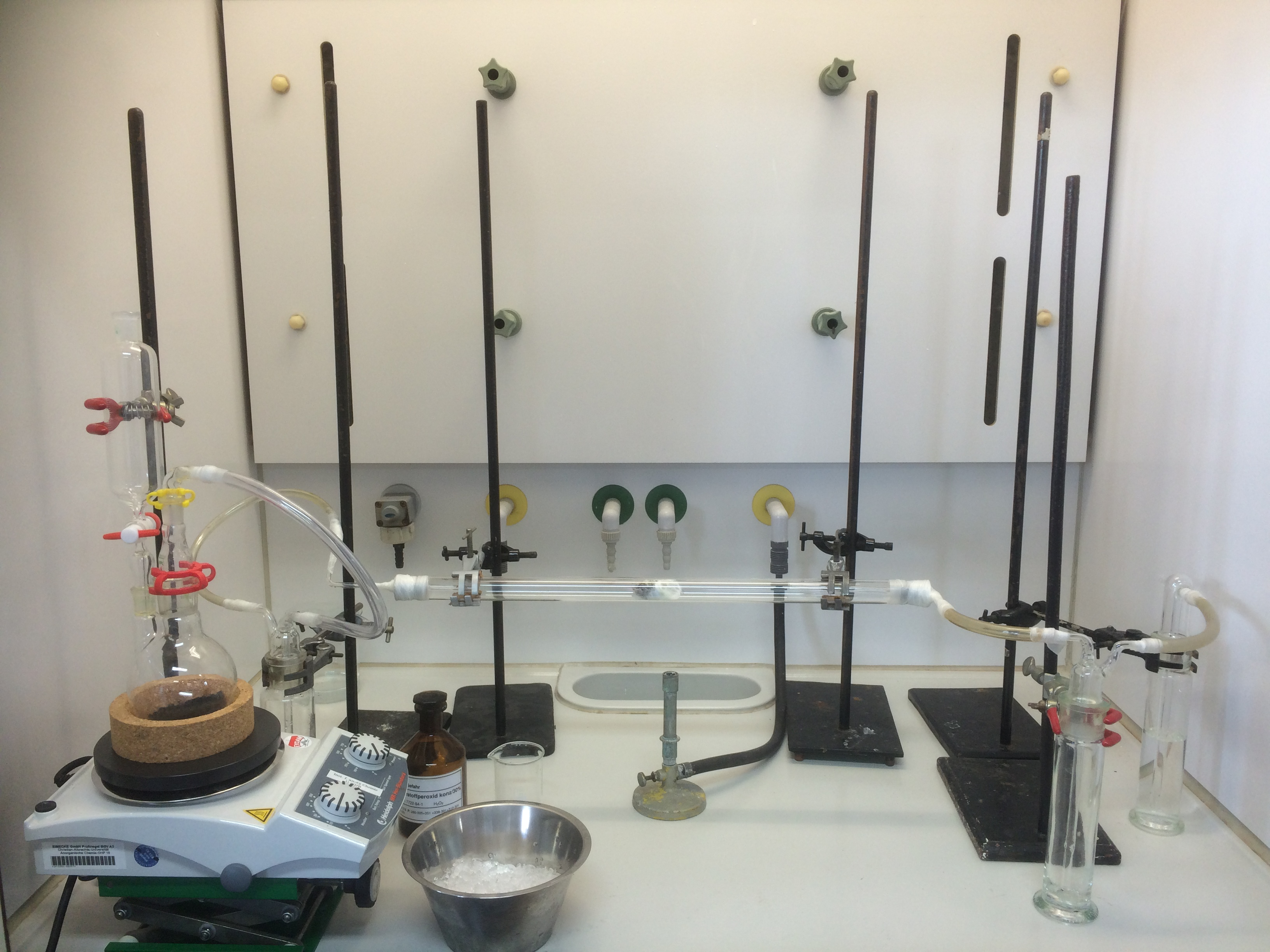
Un montaje de laboratorio del proceso de Ostwald.

El método, proceso o síntesis de Ostwald es un proceso químico que permite obtener ácido nítrico a partir de amoníaco, desarrollado y patentado en 1902 por el químico Wilhelm Ostwald. Histórica y prácticamente, el proceso Ostwald está estrechamente asociado al proceso Haber, que proporciona la materia prima necesaria, el amoníaco (NH3).

## Descripción

### Etapa 1
El amoníaco se convierte en ácido nítrico en 2 etapas. Se oxida mediante calentamiento con oxígeno en presencia de un Catalizador como platino con un 10% de rodio, metal de platino sobre lana de sílice fundida, cobre o níquel, para formar óxido nítrico (óxido de nitrógeno(II)) y agua (como vapor). Esta reacción es fuertemente exotérmica, lo que la convierte en una fuente de calor útil una vez iniciada:
{\displaystyle {\ce {4 NH3 (g) + 5 O2 (g) -> 4 NO (g) + 6 H2O (g)}}}  (ΔH = −905.2 kJ/mol)

### Etapa 2
La segunda etapa comprende dos reacciones y se lleva a cabo en un aparato de absorción que contiene agua. Inicialmente, el óxido nítrico se oxida nuevamente para producir dióxido de nitrógeno (óxido de nitrógeno(IV)). Este gas es luego absorbido fácilmente por el agua, dando como resultado el producto deseado (ácido nítrico, aunque en forma diluida), al mismo tiempo que reduce una parte de él de nuevo a óxido nítrico:
{\displaystyle {\ce {2 NO (g) + O2 (g) -> 2 NO2 (g)}}} (ΔH = -114 kJ/mol)
{\displaystyle {\ce {3 NO2 (g) + H2O (l) -> 2 HNO3 (aq) + NO (g)}}} (ΔH = −117 kJ/mol)
El NO se recicla y el ácido se concentra hasta obtener la concentración requerida mediante destilación.
Y, si se lleva a cabo el último paso en presencia de aire:
{\displaystyle {\ce {4 NO2 (g) + O2 (g) + 2 H2O (l) -> 4 HNO3 (aq)}}} (ΔH = −348 kJ/mol)
Las condiciones típicas para la primera etapa, que contribuyen a un rendimiento global de aproximadamente el 98%, son:
- presión entre 4-10 atmósferas (405,3-1013,3 kPa) (58,8-147 psi) y
- temperatura de aproximadamente 870-1073 Kelvin (597-800 °C).

Una complicación que debe tenerse en cuenta es una reacción secundaria en el primer paso que revierte el óxido nítrico a nitrógeno:
{\displaystyle {\ce {4 NH3 + 6 NO -> 5 N2 + 6 H2O}}}
Esta es una reacción secundaria que se minimiza al reducir el tiempo en que las mezclas de gases están en contacto con el catalizador.

### Reacción general
La reacción general es la suma de la primera ecuación, 3 veces la segunda ecuación y 2 veces la última ecuación; todas divididas por 2:
{\displaystyle {\ce {2 NH3 (g) + 4 O2 (g) + H2O (l) -> 3 H2O (g) + 2 HNO3 (aq)}}} (ΔH = −740.6 kJ/mol)
Alternativamente, si el último paso se lleva a cabo en presencia de aire, la reacción general es la suma de la ecuación 1, 2 veces la ecuación 2 y la ecuación 4; todas divididas por 2.
Sin considerar el estado del agua,
{\displaystyle {\ce {NH3 (g) + 2 O2 (g) -> H2O + HNO3 (aq)}}} (ΔH = −370.3 kJ/mol)

## Historia
Una patente anterior (Kuhlmann, 1838) describió la química básica, pero el amoníaco (de fuentes animales) era escaso entonces y su interés era puramente académico cuando Ostwald patentó su versión en 1902. De haberse conocido entonces el método de síntesis de amoníaco (patentado por Fritz Haber en 1908) habría cambiado la perspectiva enteramente. Las contribuciones primarias de Ostwald parecen haber sido las referentes a las condiciones del catalizador y de funcionamiento, una cuestión quizás más de ingeniería química que de ciencia básica.
Antes de esto la fuente de la mayoría del nitrógeno industrial era minerales de nitrato, sobre todo el salitre, del cual se obtenía ácido nítrico por tratamiento con ácido sulfúrico. El proceso de Ostwald ganó prominencia como complementario al proceso de Haber en la fijación del nitrógeno atmosférico. Ambos procesos combinados prolongaron indudablemente la Primera Guerra Mundial, cuando las fuentes en altamar de Alemania fueron cortadas y la producción de explosivos amenazada. El uso de materias primas extensamente disponibles y de bajo coste condujo posteriormente a su adopción general, dando por resultado un consumo creciente del nitrógeno, sobre todo como fertilizante.
El proceso se realizaba inicialmente en recipientes de gres a presión baja, pero la introducción del acero inoxidable hizo posible presiones más elevadas y por tanto producciones más altas.